# كرة البحيرة

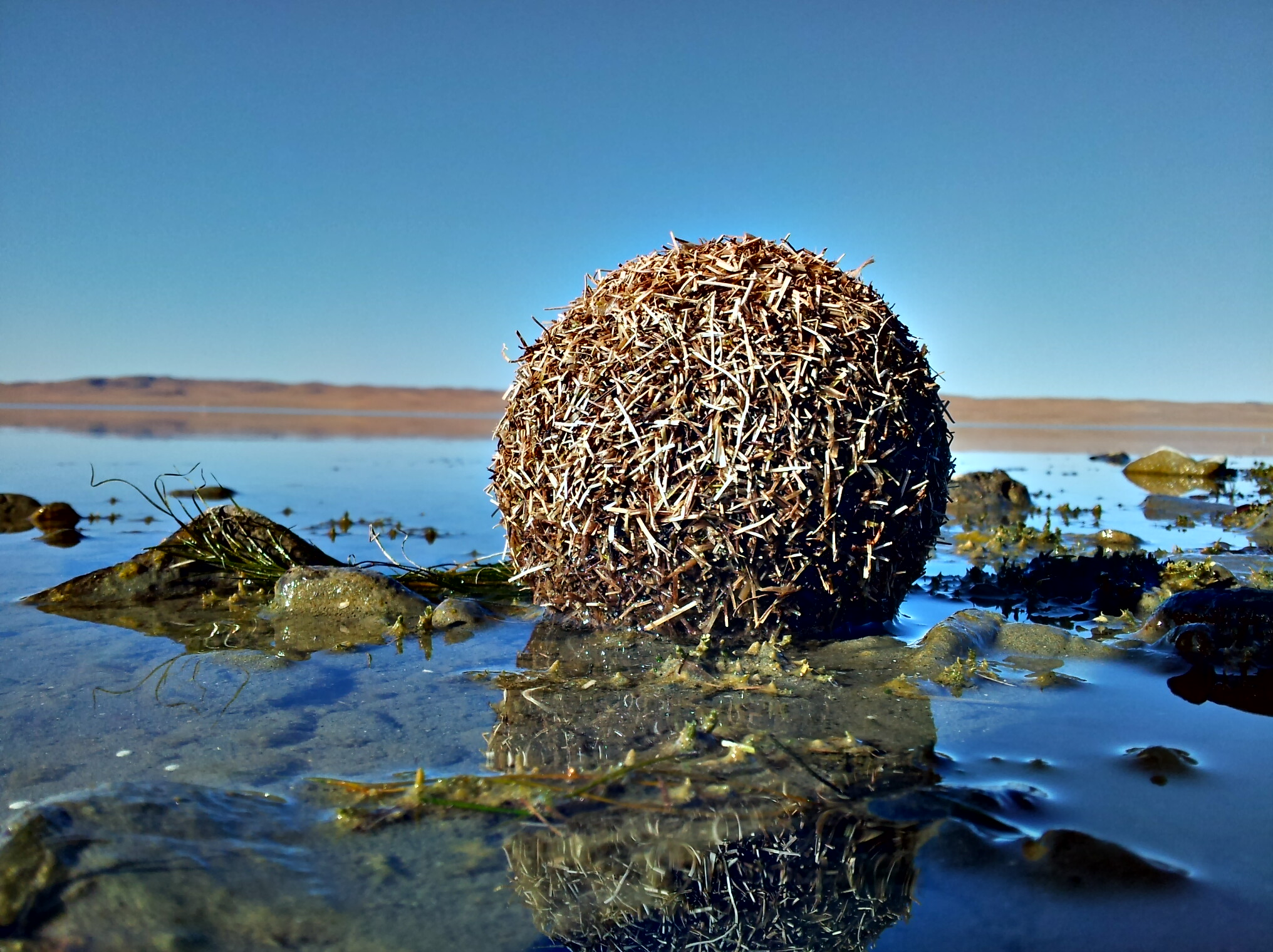
كرة بحيرة على الشاطئ الجنوبي لبحيرة أوجي، أرهانغاي، منغوليا

كرة البحيرة (بالإنجليزية lake Ball) (المعروفة أيضا باسم كرة الأمواج أو كرة الشاطئ أو كرة الانسكاب) هي كرة من الحطام توجد عادة على شواطئ المحيط والبحيرات، وهي كبيرة بما يكفي بحيث لا تتأثر بحركة الأمواج. تؤدي حركة المياه المتموجة إلى تجمع الأعشاب وجذور النباتات البحرية في الماء والتي تلتصق ببعضها البعض مكونة شكل الكرة في النهاية. تختلف المواد المكونة للكرة من سنة إلى أخرى ومن موقع إلى آخر. اعتمادا على الحطام الذي تجمعة حركة المياه.
أول من وصف هذه الكرات وطريقة تكوينها هو الفيلسوف الأمريكي هنري ديفد ثورو في كتابه «الحياة في الغابة» (بالإنجليزية Walden) حيث يقول:
«...هناك وجدت أيضًا وبكميات كبيرة  كرات غريبة  تتكون على ما يبدو من عشب أو جذور دقيقة، يبلغ قطرها من نصف بوصة إلى أربع بوصات، وهي كروية تمامًا. تتحرك هذه الكرات ذهابا وإيابا في المياه الضحلة على قاع رملي، وأحيانا يلقى بها على الشاطئ. تتكون على الأرجح من أعشاب صلبة، وفيها القليل من الرمل في المنتصف. في البداية سيقول أحدهم أنها تشكلت بفعل الأمواج مثل الحصاة. ومع ذلك، فإن أصغرها مصنوع من مواد خشنة متساوية في الحجم، يبلغ طولها نصف بوصة، وتتكون هذه الكرات في موسم واحد فقط من السنة. علاوة على ذلك، تحافظ هذه الكرات على شكلها عندما تجف لفترة طويلة»